# Mesocyclops pseudoannae
Mesocyclops pseudoannae is een eenoogkreeftjessoort uit de familie van de Cyclopidae. De wetenschappelijke naam van de soort is voor het eerst geldig gepubliceerd in 1987 door van de Velde.